# Пепа Вадим Іванович
Пе́па Вади́м Іва́нович (* 9 січня 1936) — український поет, прозаїк, журналіст, сценарист, перекладач.

## Біографія
Вадим Іванович Пепа народився 9 січня 1936 року в селищі Драбів на Черкащині.
Закінчив факультет журналістики Київського державного університету імені Шевченка.
Працював кореспондентом редакції газети «Літературна Україна», завідувачем відділу художньої літератури газети «Друг читача».
Нині — на творчій роботі.

## Творчість
Вадим Пепа — автор книжок для дітей «Найкращий трамвай» («Веселка», 1979), «Прилетів лелека з вирію» («Веселка», 1986), художньо документальної повісті «Не підведи, брате» («Веселка», 1981), поетичної книжки за народними мотивами «Скажи мені, соколе», сценаріїв художньо-документальних фільмів «Петро Панч» (студія «Укркінохроніка»), «Андрій Головко», «Квіти Черлятки», «Право на мрію», «В кінці літа», «Клятва перед прапором», історичної розвідки «Україна в дзеркалі тисячоліть».
З польської переклав поезії Бартоломея Зиморовича, ряд творів анонімних авторів XVI століття, зокрема «Epicedion».
Член Спілки письменників України з 1988 року.
Лауреат премії імені Івана Нечуя-Левицького за 2007 рік за книжку-історичний нарис «Ключі од вирію».
Лауреат премії ім. Олеся Гончара за книжку: «Пам'ять української душі» (2014).

## Книги, статті та переклади письменника
- Пепа В. Не підведи, брате!: Повість. Для серед. шкіл. віку. — К.: Веселка, 1981. — 191 с.
- Пепа В. Скажи мені, соколе: поеми за народними мотивами та післяслово. — К.: Рад. письменник, 1987. — 188 с.
- Зиморович Бартоломей. Пам'ять війни турецької… /Переклав Вадим Пепа // Українська поезія XVII століття (перша половина): Антологія. — К., 1988. — С. 156—157.
- Пепа В. Ключі од вирію: художньо-історичні нариси. — К.: Рад. письменник, 1990. — 399 с.
- Пепа В. Майстер-клас з імператором . — Вінниця: Едельвейс і К, 2017.- 322 с.
- Пепа В. Символи тисячоліть // Основа. — 1994. — N4(26). — С.131-136.
- Пепа В. Тисячолітній Михайло: (Архангел Михайло — покровитель Києва) // Слово Просвіти. — 1999. — № 10. — С. 12-13.
- Пепа В. Україна в дзеркалі тисячоліть: розвідки із сиводавнини. — К. — 2000. — Кн.1. — 105 с.
- Пепа В. Україна в дзеркалі тисячоліть: розвідки із сиводавниниа. — К. — 2000. — Кн.2. — 105 с.
- Пепа В. Воскресіння Михайлівського Золотоверхого // Всесвіт. — 2001. — № 9/10. — С. 178—184.
- Пепа В. Коли ж народився Богдан Хмельницький // Київ. — 2004. — № 10. — С.165-174.
- Пепа В. Доля не уласкавила мене // Вітчизна. — 2005. — № 9/10. — С.130-142.
- Пепа В. Громовержець Кий — творець блискавок // Київ. — 2005. — № 11. — С.147-165.
- Пепа В. Українська аура: (Пісенна творчість М. Поплавського) // Урядовий кур'єр. — 2005. — 10 грудня. — С. 6.
- Пепа В. Україна в дзеркалі тисячоліть. — Київ: Просвіта, 2006. — 342 с. — ISBN 966-8547-69-1
- Пепа В. Убозтво політиканів // Слово просвіти. — 2011. — 26 травня. — С. 5.